# 586

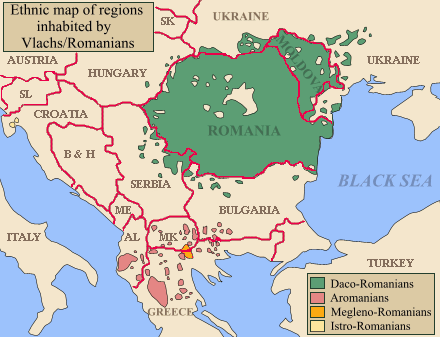
Verspreiding van de Vlachen en Roemenen

Het jaar 586 is het 86e jaar in de 6e eeuw volgens de christelijke jaartelling.

## Gebeurtenissen

### Byzantijnse Rijk
- De Avaren belegeren Thessaloniki (Centraal-Macedonië), na Constantinopel de grootste stad van het Byzantijnse Rijk.
- De Vlachen (Oost-Romaans volk) op de Balkan worden voor het eerst vermeld in de Byzantijnse kronieken.

### Europa
- 21 april - Koning Leovigild overlijdt in Toledo (huidige Spanje) na een regeerperiode van 18 jaar. Hij wordt opgevolgd door zijn jongste zoon Reccared I die heerst over het Visigotische Rijk.

## Religie
- Het boeddhisme, geïmporteerd vanuit Korea, veroorzaakt een twist tussen rivaliserende clans in Japan.

## Geboren
- Theudebert II, koning van Austrasië (waarschijnlijke datum)

## Overleden
- 21 april - Leovigild, koning van de Visigoten